# Dieta (assemblea)
In politica, una dieta è un'assemblea ufficiale. Si utilizza essenzialmente la parola in riferimento al Parlamento giapponese, alla camera bassa polacca (Sejm), al Bundestag (Dieta Federale tedesca), o a istituzioni storiche.
Nel Sacro Romano Impero era un'assemblea ("Hoftag") che riuniva il sovrano (re o imperatore) e i maggiori principi dell'impero, con compiti di carattere prevalentemente legislativo (anche se nella struttura costituzionale del Medioevo non esisteva una separazione tra poteri, e infatti le diete agivano anche come organi giurisdizionali ed esecutivi). L'origine del termine è latina: proviene dal tardo latino dieta, come «giorno stabilito per l'assemblea» a sua volta proveniente quindi dal latino dies, cioè "giorno". Il termine latino è desunto dall'originale germanico tag, "giorno".